# Крытый мост

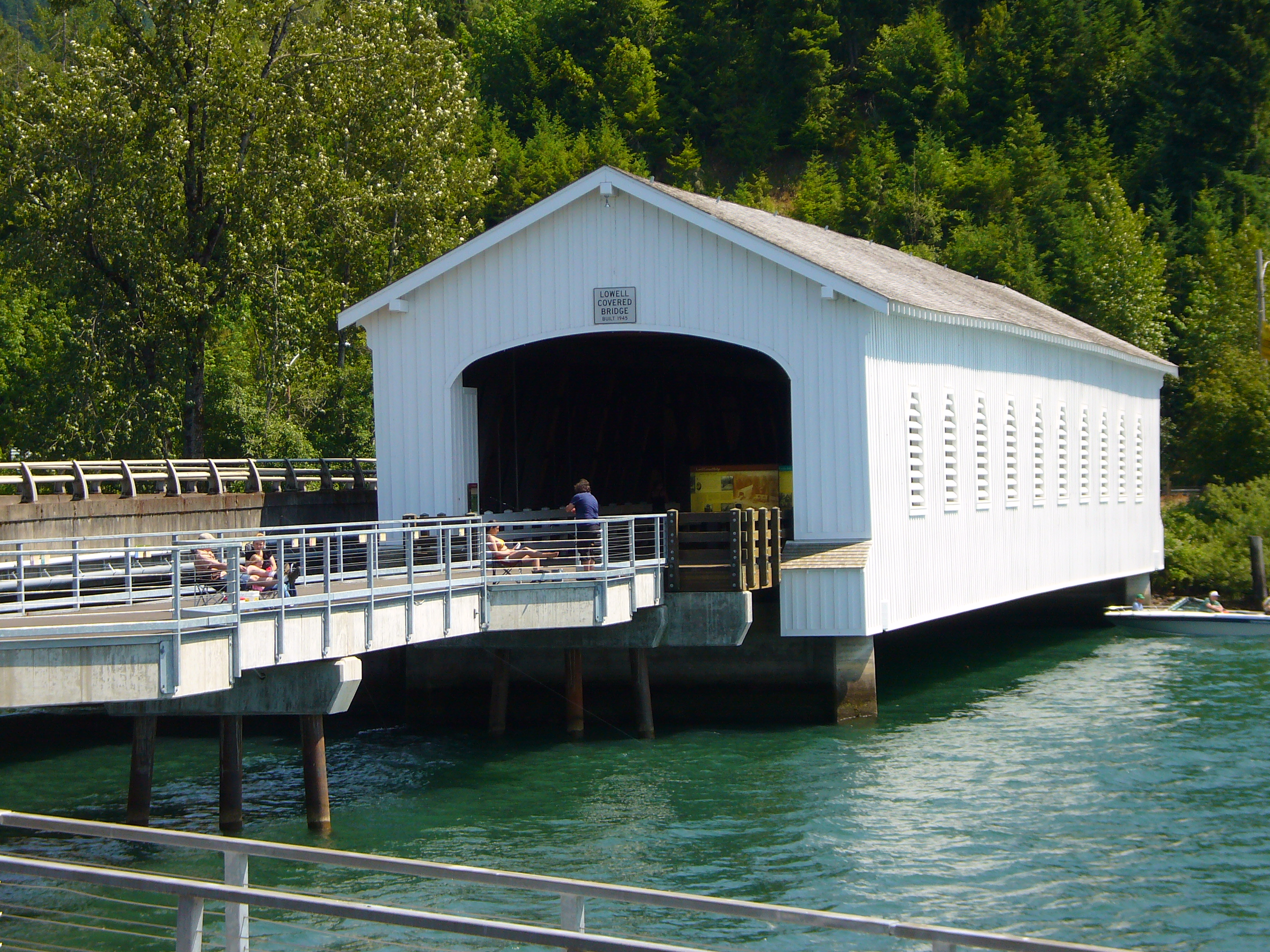
Крытый мост Лоуэлл, Орегон

Крытый мост — структура для проезда со стенами и крышей. Мосты часто сделаны из дерева, большинство сохранившихся крытых мостов относится к XIX веку. Большинство сохранившихся крытых мостов, особенно в США, рассматриваются в качестве достопримечательностей, и охраняются как памятники истории и культуры.

## Технология строительства
Крытые мосты, как правило, строились из дерева, в лесных районах, где древесина была дешёвой. Качество древесины страдало от осадков, и детали мостов необходимо было часто заменять. Срок службы обычных деревянных мостов редко превышал 80 лет. Так как деревянные балки пола были наиболее дорогими, возникли крытые мосты, в которых крыша и стены защищают пол от дождя, так что древесину пола приходится менять реже, чем дешёвые доски стен и крыши.
Современные крытые мосты часто строят из металла или бетона, но стены и крыша больше не выполняют функции защиты конструкции моста, а служат чисто декоративным целям.

## Крытые мосты в Северной Америке

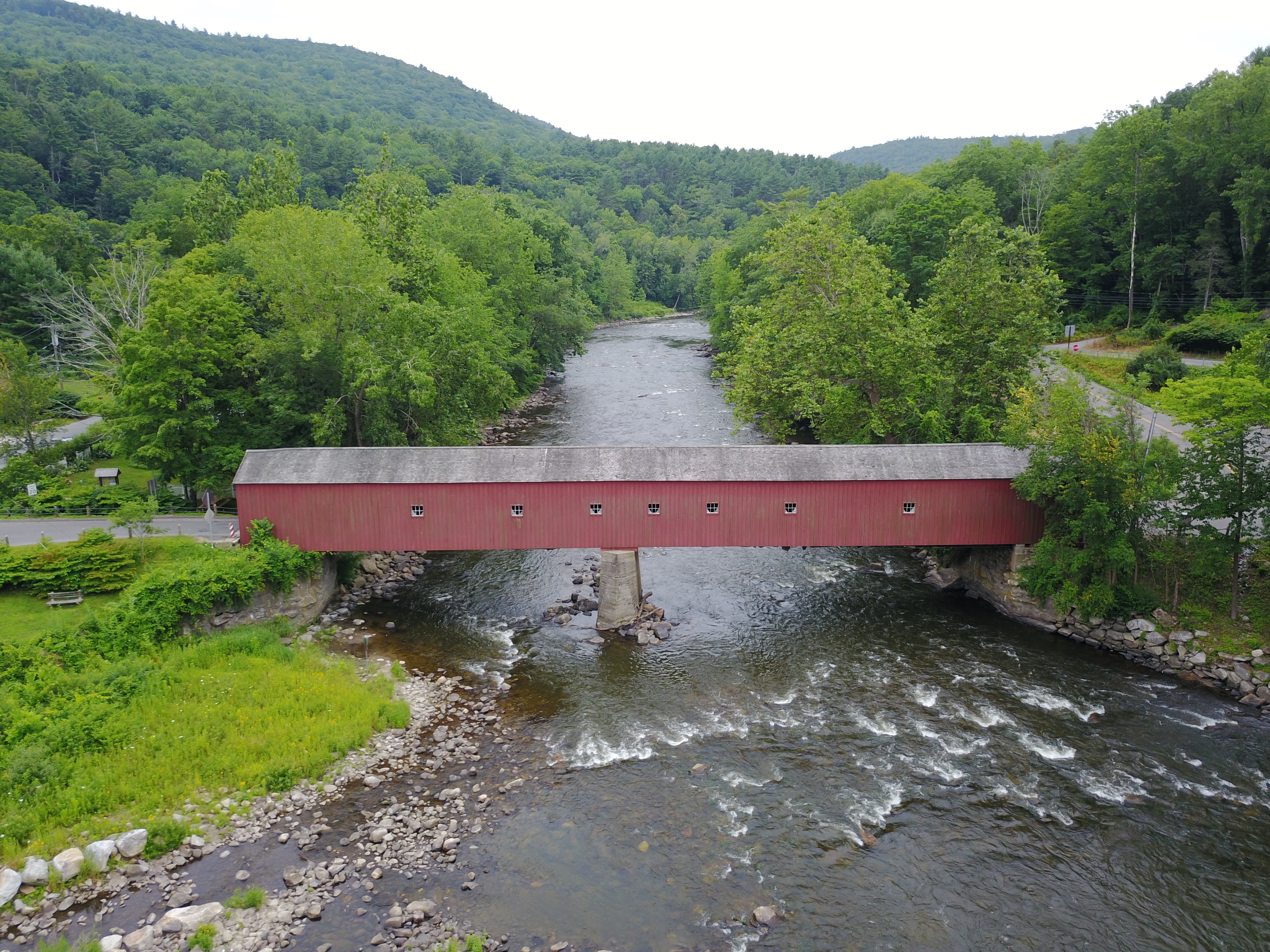
Крытый мост Вест Корнуолл, Коннектикут

В США и Канаде было большое количество крытых мостов, но большая часть из них погибла от пожаров или была снесена для замены на более современные конструкции. В настоящее время в США сохранились несколько сотен крытых мостов. Среди штатов США самое большое их количество в Пенсильвании (более 200), Вермонте (125) и Огайо (106). В большом числе случаев мосты сохраняются как исторические и архитектурные памятники и не используются для проезда: уличное движение разрушает мосты, кроме того, большинство мостов поддерживают лишь однополосное движение.
По состоянию на 2009 год, самым длинным крытым мостом в США является построенный в 2006 году мост Смолен-Галф в штате Огайо (183 метра). За ним следует исторический крытый мост Корниш-Уиндзор в штате Вермонт, 137 метров.
Город Роквилл в штате Индиана носит неофициальный титул «Мировая столица крытых мостов».

## Крытые мосты в культуре
В фильме Мосты округа Мэдисон (1995) сюжет строится на том, что фотограф приезжает в штат Айова для фотосъёмки крытых мостов округа Мэдисон. В фильме показаны лишь два моста, но в округе сохранились шесть крытых мостов.